# Розароль, Джузеппе
Джузеппе Мария Розаро́ль-Ско́рца (итал. Giuseppe Maria Rosaroll-Scorza; 1775, Неаполь — 1825, Нафплион) — итальянский генерал, революционер, филэллин и эссеист.

## Биография
Родился в Неаполе, в семье швейцарского происхождения. Вступил кадетом в Неаполитанскую армию в 1793 году. В 1799 году Партенопейская республика присвоила ему звание капитана. Был взят в плен санфедистами, приговорён к смертной казни, но бежал во Францию. Вернулся в Италию в рядах Итальянского легиона Бонапарта. Воевал при Маренго, позже вступил в цизальпинскую армию. В Милане Розароль написал свой известный трактат об Искусстве фехтования.
Вернулся в Неаполь с генералом Массена в 1806 году. За храбрость, проявленную в сицилийской кампании 1811 года с Мюратом, в 1812 году получил почётное звание фельдмаршала и титул барон Империи. С Мюратом он также принял участие в Российской кампании.
После Реставрации (1815) Розароль получил от короля Фердинанда командование бригадой, а затем дивизией Мессины. В этот период он написал ряд трактатов о военном искусстве.
Как командир дивизии Мессины, в марте 1821 года пытался организовать вооружённые силы Королевства Обеих Сицилий, расположенные в провинциях Сицилия и Калабрия, для оказания сопротивления австрийцам, вступившим в Королевство для подавления Конституционной революции 1820 года.
Вынужденный бежать, чтобы избежать смертного приговора, Розароль отправился в Испанию, где присоединился к конституционным либеральным силам (1822-23). Когда весной 1823 года Испанская революция была задушена интервенцией реакционных сил французской армии, генерал Розароль уехал сначала в Англию, а затем отправился в восставшую Грецию.

## Греческая революция
Из Англии Розароль направился в Грецию, которая уже на протяжении трёх лет вела Освободительную войну против Османской империи и её северо-африканских вассалов.
В конце 1824 года Розароль прибыл первоначально на остров Занте (Закинф), Ионические острова, которые в то время были под британским контролем. Здесь он был известным лицом, поскольку успел побывать командиром гарнизонов во время французской оккупации островов. Розароль организовал на Закинфе перевалочный пункт для приёма итальянских политических беженцев из Европы. Остров стал для итальянских филэллинов не только плацдармом для поддержки греков, но и дислокацией сил революции в Италии. Ещё не переправившись на Пелопоннес, Розароль оказал большие услуги греческим повстанцам, передавая им секретную информацию о египетской армии в ходе осады Наварина. Информацию Розаролл получал от своего соратника по наполеоновским войнам и революциям в Италии и Испании, полковником инженерных войск Джованни Ромей, поступившим на службу в египетскую армию. Отмечено также, что Ромей был подчинённым Розароля в масонской иерархии.
Согласно современному греческому историку Т. Герозисису, который основывается на свидетельствах участников революции и в дальнейшем историков Ромас, Фотакос, и Хрисантопулос, старый знакомый и друг Розароля по Занте Теодорос Колокотронис, предназначал его на роль командующего сухопутными силами повстанцев, чтобы положить конец межгреческой междоусобице. Но до того как временное правительство успело использовать его, Розароль умер в Нафплионе от тифа.

## Память
Хотя Розароль не успел принять участия в сражениях в Греции, его имя упоминается в одном ряду с другими итальянскими филэллинами, погибшими за свободу Греции, такими как Сантароса, Санторре ди и Тарелла, Пьетро. Его сын Чезаре Розароль в 1833 году организовал заговор против короля Фердинанда II в надежде склонить его преемника к принятию конституции, был осуждён на смерть, помилован, спустя долгое время выпущен из тюрьмы и погиб, сражаясь за свободу Италии, в Венеции в 1849 году.